# Échenoz-la-Méline
 Échenoz-la-Méline  es una población y comuna francesa, situada en la región de Franco Condado, departamento de Alto Saona, en el distrito de Vesoul y cantón de Vesoul-Ouest.

## Demografía
| 2029 | 2268 | 2660 | 2518 | 2445 | 2741 | 3054 |
| Para los censos de 1962 a 1999 la población legal corresponde a la población sin duplicidades (Fuente: INSEE [Consultar]) |      |      |      |      |      |      |